# جون ويك 3: بارابيلوم
جون ويك 3: بارابيلوم (بالإنجليزية: John Wick 3: Parabellum)‏ هو فيلم أكشن و حركة نيو-نوار امريكي تم إطلاقه في الخامس عشر من مايو 2019 ، الفيلم من إخراج تشاد ستاهيلسكي وسيناريو ديريك كولستاد ويعد الإصدار الثالث من سلسلة أفلام جون ويك.
توزع الفيلم من طوكيو واليابان شركة فوجي فيلم.

## طاقم الفيلم
- كيانو ريفز
- هالي بيري
- إيان ماكشين
- روبي روز
- لانس ريديك
- لورنس فيشبورن
- آسيا كيت ديلون
- ريكاردو سكامارشيو
- أنجيليكا هيوستن

## الإنتاج
التصوير بدأ في أيار / مايو 2018 في مدينة نيويورك ومونتريال، جنبًا إلى جنب مع مواقع التصوير في المغرب وروسيا وإسبانيا.

## الإصدار
جون ويك 3: بارابيلوم من المقرر أن يصدر في دور العرض في 17 مايو 2019.

## وصلات خارجية
- جون ويك 3 : بارابيلوم على موقع IMDb (الإنجليزية)
- جون ويك 3 : بارابيلوم على موقع ميتاكريتيك (الإنجليزية)
- جون ويك 3 : بارابيلوم على موقع الموسوعة البريطانية (الإنجليزية)
- جون ويك 3 : بارابيلوم على موقع روتن توميتوز (الإنجليزية)
- جون ويك 3 : بارابيلوم على موقع نتفليكس (الإنجليزية)
- جون ويك 3 : بارابيلوم على موقع قاعدة بيانات الأفلام العربية
- جون ويك 3 : بارابيلوم على موقع ألو سيني (الفرنسية)
- جون ويك 3 : بارابيلوم على موقع Turner Classic Movies (الإنجليزية)
- جون ويك 3 : بارابيلوم على موقع أول موفي (الإنجليزية)
- جون ويك 3 : بارابيلوم على موقع بوكس أوفيس موجو (الإنجليزية)